# Утрільяс
Утрільяс (ісп. Utrillas) — муніципалітет в Іспанії, у складі автономної спільноти Арагон, у провінції Теруель. Населення — 3309 осіб (2010).
Муніципалітет розташований на відстані близько 240 км на схід від Мадрида, 55 км на північ від міста Теруель.
На території муніципалітету розташовані такі населені пункти: (дані про населення за 2010 рік)
- Барріада-Обрера-дель-Сур: 205 осіб
- Лас-Паррас-де-Мартін: 23 особи
- Утрільяс: 3081 особа

## Демографія
Динаміка населення (INE ):